# Arperneroum
Arperneroum es un género de foraminífero bentónico considerado un sinónimo posterior de Bullopora de la subfamilia Webbinellinae, de la familia Polymorphinidae, de la superfamilia Polymorphinoidea, del suborden Lagenina y del orden Lagenida. Su especie-tipo era Webbina irregularis. Su rango cronoestratigráfico abarcaba el Holoceno.

## Discusión
Clasificaciones previas incluían Arperneroum en la superfamilia Nodosarioidea.

## Clasificación
Arperneroum incluye a la siguiente especie:
- Arperneroum irregularis